# Celerena fulvastra
Celerena fulvastra är en fjärilsart som beskrevs av Louis Beethoven Prout 1916. Celerena fulvastra ingår i släktet Celerena och familjen mätare. Inga underarter finns listade i Catalogue of Life.